# Pelargopsis amauroptera
Pelargopsis amauroptera е вид птица от семейство Alcedinidae. Видът е почти застрашен от изчезване.

## Разпространение
Видът е разпространен в Бангладеш, Индия, Малайзия, Мианмар и Тайланд.